# East London Line
East London Line je jednou z linek systému londýnské příměstské železnice London Overground. V minulosti byla součástí londýnského metra. Do provozu byla uvedena poprvé roku 1869. Spojuje londýnský East End, oblast Docklands a jižní část města. Na mapách byla značena oranžovou barvou. Po téměř 75 letech provozu byla 22. prosince 2007 pro rekonstrukci uzavřena. V roce 2010 byla linka znovu otevřena a začleněna do London Overground. Tvoří tak součást okružní železnice kolem centra Londýna.

## Historie

### East London Railway
Původ East London Line leží v železniční společnosti East London Railway, která byla vytvořena v roce 1865. Tvořilo ji konsorcium šesti železničních společností. Společnost zakoupila tehdy nevyužívaný tunel pod řekou Temží, který postavil Isambard Kingdom Brunel se svým otcem Marcem v letech 1824–1843. Zaplatila za něj 200 tisíc liber a oficiálně jej převzala 25. srpna 1865. V následujících letech společnost vybudovala železnici, jež vedla právě tímto tunelem.
Roku 1869 byl otevřen první úsek linky mezi stanicemi Wapping a New Cross (dnešní New Cross Gate). Do roku 1871 byl dokončen úsek do Shoreditch a roce 1876 byla trať prodloužena až na nádraží Liverpool Street. Společnost měla v sedmdesátých letech 19. století finanční problémy. Bylo vybudováno kolejové propojení ve stanici Whitechapel, aby mohla ELR lépe spolupracovat s District Railway a Metropolitan Railway. V roce 1885 přestala ELR zajíždět do Liverpool Street, ale nákladní vlaky tento úsek využívaly až do 60. let 20. století. Koleje spojující East London Line s Liverpool Street byly odstraněny až v roce 1966.

### Součást londýnského metra

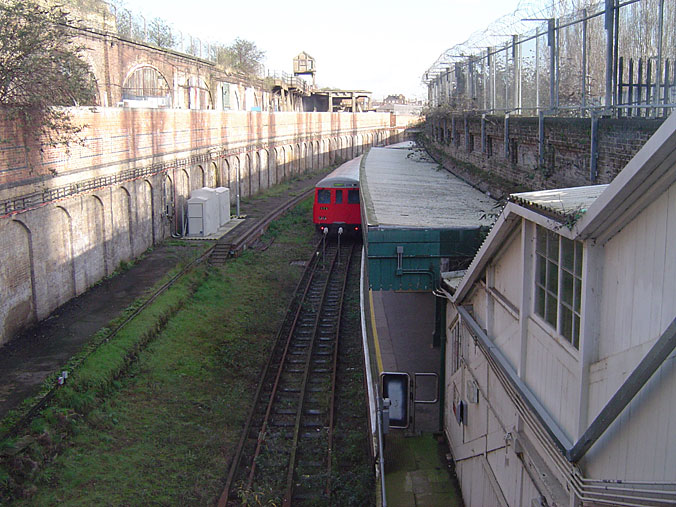
Pohled na jediné nástupiště stanice Shoreditch

Už roku 1913, kdy došlo k elektrifikaci, přešla linka pod Metropolitan Railway. V roce 1933 byla zapojena do systému londýnského metra jako větev Metropolitan Line. V letech 1933–1968 byla linka značena stejnou barvou jako Metropolitan Line tj. fialovou. V roce 1970 byla přejmenována na „Metropolitan line – East London Section“ a na mapě ji označovaly dvě rovnoběžné fialové čáry, čímž se lišila od zbytku linky. Konečně od roku 1990 je trasa na mapě značena oranžovou barvou.
Mezi lety 1995 a 1998 byla linka uzavřena pro rekonstrukci. Došlo k opravě tunelu pod Temží a také se vybudovala nová stanice Canada Water, jelikož tudy vedla nově budovaná Jubilee Line. Nová stanice byla kompletně bezbariérová a poskytla velmi užitečné propojení se zbytkem sítě metra.
V červnu 2006 bylo ukončeno spojení na sever z Whitechapel do stanice Shoreditch. Už předtím sem zajížděly vlaky pouze v ranní a odpolední špičce a v neděli ráno.

### London Overground
Práce na obnově linky byly oficiálně zahájeny 9. října 2001. Zdržely je ale problémy s památkovou ochranou budovy, která měla být při stavbě zbořena. Stavba mohla pokračovat až po rozhodnutí soudu v roce 2003. V roce 2006 bylo rozhodnuto, že přestavěná East London Line bude součástí nově vzniklého systému London Overground. O přebudování linky se ale hovořilo už mnohem dříve. V 80. letech 20. století se zvažovalo, že z ELL vznikne linka lehkého metra podobná DLR. Veškeré návrhy ale ztroskotaly na nedostatku financí.
Na konci roku 2007 skončil provoz na East London Line pro kompletní rekonstrukci. Po část doby stavby bylo poskytováno náhradní autobusové spojení. Přestavba trvala až do roku 2010. Došlo k modernizaci kolejí i stanic a vylepšení signalizačního zařízení. Součástí byla i výstavba nového depa v lokalitě New Cross Gate. Napájecí soustava linky byla v rámci rekonstrukce převedena na 750 V stejnosměrného proudu přes třetí kolejnici. Trasa byla též prodloužena, a to jak severně, tak jižně. Ze stanice Whitechapel linka nově pokračovala z velké části po nevyužívané trati, která kdysi vedla do nádraží Broad Street (zrušeno 1986). Stanice na tomto úseku byly vybudovány nově, tudíž jsou plně bezbariérové. Bylo nutné vybudovat 3,6 km nové trati mezi Whitechapel a viaduktem, který vedl směrem z Broad Street. Nedaleko zrušené stanice Shoreditch vznikla nová s názvem Shoreditch High Street. Severní konečnou se stala stanice Dalston Junction. Směrem na jih byla linka prodloužena z New Cross Gate do West Croydon s krátkou větví do Crystal Palace (místo umístění Kříšťálového paláce než v roce 1936 vyhořel).
První testovací vlak se na lince projel v říjnu 2009. Rekonstruovanou linku 27. dubna 2010 slavnostně veřejnosti otevřel tehdejší starosta Boris Johnson. V únoru roku 2011 došlo k prodloužení o úsek Dalston Junction – Highbury & Islington. 2012 pak byla zprovozněna 10,8 km dlouhá větev do Clapham Junction.
V červenci roku 2023 bylo oznámeno, že každá z šesti linek sítě London Overground dostane vlastní jméno. V únoru 2024 vyšlo najevo, že East London Line bude pojmenována „Windrush line“ na počest imigrantů, kteří přišli do Spojeného království z Karibiku. Na nové mapě sítě pak má tato linka být vyznačena červenou barvou.

## Trasa

### Jako linka metra
Severní konečnou byla do června roku 2006 nadzemní stanice Shoreditch. Zde bylo k dispozici pouze jedno nástupiště a jedna kolej. V následující stanici Whitechapel bylo možné přestoupit na District Line a Hammersmith & City Line. Dále vedla linka pod zemí a tunelem pod Temží. Tento úsek byl jedním z nejstarších úseků v celém systému metra, jelikož tunel byl dokončen ještě před zprovozněním první linky metra Metropolitan Railway v roce 1863. Na povrch se ELL vynořila až před stanicí Surrey Quays. Následně se linka větvila. Část vlaků mířila do New Cross, zbytek pak do New Cross Gate. V obou konečných bylo možné přestoupit na železnici (konkrétně South Eastern Main Line resp. Brighton Main Line). Před stanicí New Cross stálo depo, než bylo v roce 2010 zbořeno.
East London Line byla s délkou 7,4 km druhou nejkratší linkou londýnského metra (po Waterloo & City Line). Cesta z jedné z jižních konečných stanic do Whitechapel trvala asi 11 minut. Zároveň ELL jako jediná neobsluhovala ani jednu stanici v tarifní zóně 1. Díky svému špatnému propojení s dalšími linkami a své délce nebyla nikdy mimo špičku příliš vytížená. Podle TfL ji využilo ročně asi 10,7 milionů pasažerů. V roce 2004 se odhadovalo, že po dokončení první fáze projektu přestavby linky bude počet pasažérů za rok více než trojnásobný. Po výstavbě druhé fáze by měl dokonce dosáhnout pětinásobku původních čísel.
| Název stanice        | Datum zahájení provozu metra | Poznámky                                                                                     |
| -------------------- | ---------------------------- | -------------------------------------------------------------------------------------------- |
| Shoreditch           | 31. března 1913              | Uzavřena 9. června 2006                                                                      |
| Whitechapel          | 31. března 1913              | Přestup na District Line a Hammersmith & City Line                                           |
| Shadwell             | 1. října 1884                | Od roku 1987 přestup na Docklands Light Railway                                              |
| Wapping              | 1. října 1884                |                                                                                              |
| Rotherhithe          | 1. října 1884                |                                                                                              |
| Canada Water         | 19. srpna 1999               | Přestup na Jubilee Line                                                                      |
| Surrey Quays         | 1. října 1884                | Jako Deptford Road, přejmenováno na Surrey Docks v roce 1911, současné jméno má od roku 1989 |
| Větev New Cross Gate |                              |                                                                                              |
| New Cross Gate       | 1. října 1884                | Otevřeno jako New Cross, dnešní jméno získala v roce 1923. Přestup na Southern               |
| Větev New Cross      |                              |                                                                                              |
| New Cross            | 1. října 1884                | Přestup na Southeastern                                                                      |

### Současnost
V současnosti má East London Line londýnského Overgroundu svou severní konečnou ve stanici Highbury & Islington, kde je možné přestoupit jak na metro (Victoria Line), tak i na jiné vlaky Overgroundu. Směrem na jih se linka vydává nad zemí po viaduktu. Před stanicí Whitechapel se zanořuje pod zem. Ve Whitechapel je možný přestup na londýnské metro (linky District Line a Hammersmith & City Line) a na Elizabeth Line. ELL pokračuje pod zemí. Stanice Shadwell umožňuje přestup na Docklands Light Railway. Linka poté Temžským tunelem překonává řeku Temži. Dále se stále ještě pod zemí protíná s Jubilee Line ve stanici Canada Water. Před následující stanicí Surrey Quays je již trasa zpět nad zemí. Dále se linka rozděluje – odbočuje zde větev do New Cross, kde je možný přestup na vlaky Southeastern. Druhá větev míří na jihozápad směr Clapham Junction. Prochází místy, kde v minulosti stávalo nádraží Old Kent Road. Ve stanici Clapham High Street je možné přestoupit na Northern Line londýnského metra (stanice Clapham North). Na nádraží Clapham Junction se pak spojuje s další linkou Overgroundu West London Line. Jeden pár vlaků o všedních dnech zajíždí do stanice Battersea Park. Třetí jižní větev dále pokračuje oblastmi jižního Londýna. Za stanicí Sydenham se odděluje větev do Crystal Palace. Linka končí ve stanici West Croydon, kde je možný přestup na londýnské tramvaje.
Celá trať je dvojkolejná. Prochází tarifními zónami 1, 2, 3, 4 a 5. Standardně je linka v provozu denně. Vlaky operují na čtyřech podtrasách. Jsou to:
- Highbury & Islington – Crystal Palace
- Highbury & Islington – West Croydon
- Dalston Junction – New Cross
- Dalston Junction – Clapham Junction

Na všech čtyřech je standardní interval odjezdů 15 minut. To znamená, že v centrální sekci mezi Dalston Junction a Surrey Quays je frekvence čtyřikrát vyšší, tj. 16 odjezdů za hodinu. Úsek mezi Highbury & Islington a New Cross Gate na ELL je zapojen do programu Night Tube, což znamená, že je zde v pátek a v sobotu zajištěn nepřetržitý noční provoz.

## Vozový park

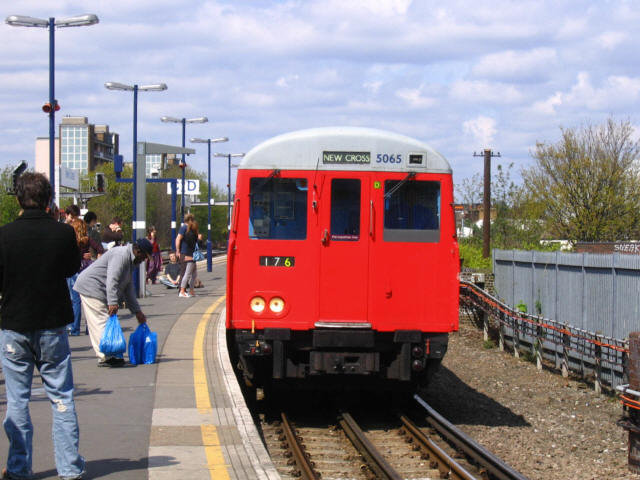
Souprava typu A ve stanici New Cross Gate

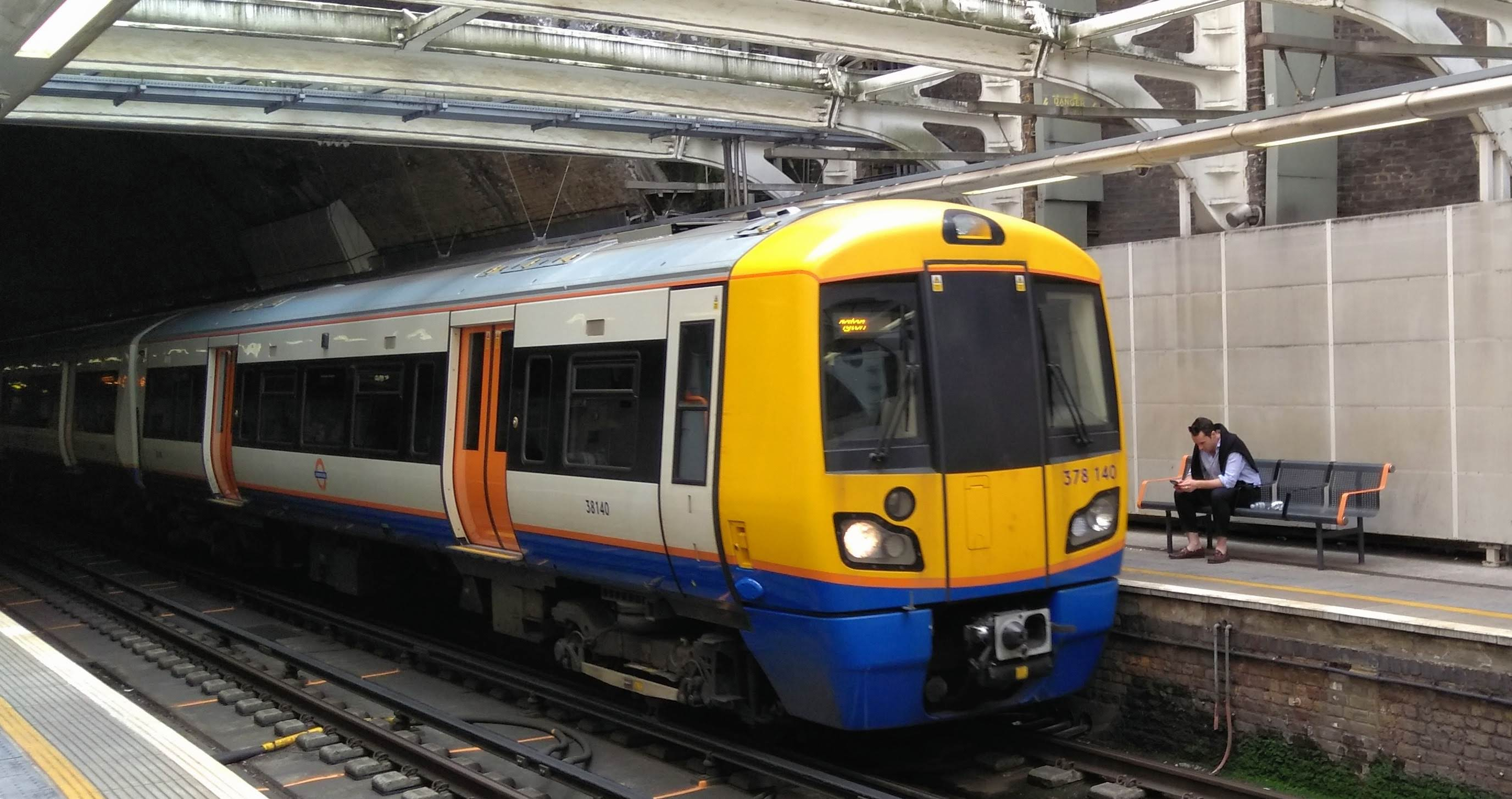
Vlak řady 378 ve stanici Shadwell

V posledních asi třiceti letech doby, kdy spadala linka pod londýnské metro, jezdily na East London Line čtyřvozové soupravy typu A z let 1960 a 1962. Stejné soupravy se tehdy používaly i na Metropolitan Line, takže se soupravy mezi linkami běžně vyměňovaly. O tom svědčí i informační systém ve vlacích, který obsahoval informace o obou linkách, aby byl na obou možný provoz. Údržba probíhala v depu nedaleko New Cross a také v depu Neasden, jež sloužilo Metropolitan Line. Pro výměnu vlaků mezi linkami a posílání na vážnější opravy do depa Neasden sloužilo kolejové propojení jižně od stanice Whitechapel, které se již nepoužívá, ale nebylo odstraněno.
Od začlenění linky do Overgroundu se proměnil vozový park využívaný na lince. Slouží zde jednotky řady 378 vyrobené v letech 2008–2011 společností Bombardier Transportation v Derby. Tyto vlaky jsou napájené 750 V stejnosměrného proudu přes třetí kolejnici. Původně měly pouze čtyři vozy, ale později byly prodlouženy na pět z důvodu navýšení kapacity poměrně vytížené linky. Na některých stanicích není možné otevřít všechny dveře, neboť nástupiště nejsou dostatečně dlouhá. V současnosti lince slouží depo New Cross Gate, které bylo vybudováno v roce 2009. V souvislosti s prodloužením vlakových souprav bylo nutné depo též prodloužit, a to o 21 metrů.